# Теф
Теф, или Тефф (лат. Eragrostis tef) — растение семейства злаки, вид рода полевичка.

## Распространение и экология
Родина тефа — Эфиопия, где он и в настоящее время является основной зерновой культурой и занимает около 30 % от всей пашни. Теф — культура, в основном, высокогорная, особенно красный теф, культивируемый в горах на высотах до 2500 м над уровнем моря и даже иногда выше. Белый теф выращивают в основном на высотах 1700—2000 м над уровнем моря. Температура воздуха 16—18 °C вполне достаточна для роста и развития растений. В ранний период развития тефу необходима хорошая обеспеченность водой. Как только прекращаются дожди, приостанавливается и рост растений, что связано с поверхностным расположением корневой системы у тефа.
Теф культивируется в основном в Эфиопии и Эритрее. В меньшей степени его выращивают в других африканских странах. Растение было завезено также в Индию, Австралию, ЮАР, Россию, Украину. В последнее время проводятся эксперименты по его выращиванию в США (Айдахо, Канзас).

## Биологическое описание
Это — однолетнее, травянистое, сильно кустящееся, самоопыляющееся растение. Высота стебля достигает 40—60 см. Соцветие — длинная рыхлая, поникающая, сильноозернённая метёлка. Плод — очень мелкая, плёнчатая, белая (белый теф) или красновато-коричневая (красный теф) зерновка. Масса 1000 зёрен составляет около 300 мг.

## Химический состав
В зерне тефа содержится: 69,0—74,0 % углеводов, 6,0—9,0 % белков, 2,2—3,5 % жиров и 2,4 % зольных веществ. Зерновки тефа богаты железом. Его в них в 2,4—4,8 раза больше, чем в зерновках пшеницы.

## Использование
В Эфиопии из размолотого зерна тефа готовят лепёшки (ынджера). Из смеси муки пшеницы и тефа пекут хлеб. В других странах Африки растение культивируют как кормовую культуру. Зелёная масса и солома тефа — хороший корм для животных.
Зерно тефа обладает лечебным свойством — восстанавливает состав крови, что объясняется высоким содержанием в нём железа.
Теф не содержит глютен (клейкови́на, глюте́н, лат. gluten — «клей»; понятие, объединяющее группу запасающих белков, обнаруженных в семенах злаковых, в особенности пшеницы, ржи и ячменя). В связи с исследованиями, показывающими возможную нехватку железа при длительном соблюдении диеты без глютена (в случае целиакии и других непереносимостей глютена) особенно ценен как дополнительный источник железа.